# Mont Gaussier
Der Mont Gaussier ist ein 306 Meter hoher Berg der Hügelkette Alpilles im südfranzösischen Département Bouches-du-Rhône. Er liegt in der Nähe der römischen Siedlung Glanum bei Saint-Rémy-de-Provence.
Über Wanderwege ist der Mont Gaussier aus Richtung Glanum oder vom Plateau La Caume erreichbar.

## Geschichte
1996 und 1997 entdeckte man am Gipfel frühgeschichtliche Überreste. Anhand der Fundstücke ist zu vermuten, dass sich dort insgesamt drei Siedlungen befanden. Es ist anzunehmen, dass der Berg nicht nur bis in die Antike, sondern auch noch im Hochmittelalter besiedelt war. Nach dem Untergang der antiken Stadt Glanum zogen einige Bewohner in die nahegelegenen Hügel. Aus einem Text aus dem Jahr 1080 geht hervor, dass damals eine Siedlung unter dem Namen Castellum Jaucerii existierte. 1234 wurde ein Ort namens Castrum Gaucerium erwähnt.